# Maria (moeder van Jezus)
Maria (Grieks Μαρία of Μαριάμ, van het Hebreeuwse מרים, Maryam, Mirjam, wellicht "gewenst kind", "bitter", "rebels", of "sterke wateren", of indien afgeleid van het Egyptisch: "geliefde" of "liefde") was volgens het Nieuwe Testament de moeder van Jezus.
Voor katholieken is zij de belangrijkste heilige. In de Rooms-Katholieke Kerk en Oosters-Orthodoxe Kerk heeft Maria als Moeder van God een belangrijke rol in het geloofsleven. De discipline binnen de theologie die zich speciaal op haar richt heet mariologie. Verschillende liturgische feesten en hoogfeesten worden ter ere van haar gevierd. In de Orthodoxe Kerk is de gangbare uitdrukking voor Maria Theotokos (Moeder Gods).

## Maria in het Nieuwe Testament

### Aankondiging van Jezus' geboorte
Volgens het Evangelie volgens Lucas was Maria verloofd met Jozef toen de engel Gabriël haar aankondigde (de annunciatie), dat zij zwanger zou worden. Maria vroeg hoe dit zou kunnen, want ze had nog geen geslachtsgemeenschap gehad. Gabriël zei: "De Heilige Geest zal over je komen en de kracht van de Allerhoogste zal je als een schaduw bedekken" (Lucas 1:26-35).
Gabriël had nog meer nieuws: "Ook je familielid Elisabet is zwanger van een zoon, ondanks haar hoge leeftijd. Ze is nu, ook al hield men haar voor onvruchtbaar, in de zesde maand van haar zwangerschap." Kort daarna reisde Maria naar een stad in het Judeagebergte, waar zij Elisabet en haar man Zacharias bezocht (Maria-Visitatie). Maria bleef hier ongeveer drie maanden (Lucas 1:36-56).

### Jezus' geboorte, de vlucht naar Egypte en terugkeer
Enige tijd later reisden Maria en Jozef naar Bethlehem "om zich te laten inschrijven". Toen zij in Bethlehem waren aangekomen, begon de bevalling en werd Jezus daar geboren (Lucas 2:1-7).
Na de geboorte van Jezus zochten wijzen uit het oosten naar de pasgeboren "koning van de Joden". Herodes hoorde hiervan en gaf zijn soldaten bevel om naar Bethlehem te gaan en alle jongetjes tot twee jaar oud te doden (de kindermoord van Bethlehem - Matteüs 2:16-18). Een engel verscheen echter in een droom aan Jozef en droeg hem op om samen met Jezus en Maria naar Egypte te vluchten (Matteüs 2:13).
Volgens het evangelie keerden ze na een tijd, toen Herodes was gestorven, terug naar Judea. Toen ze ontdekten dat de gewelddadige Herodes Archelaüs de nieuwe koning van Judea was, weken ze na een aanwijzing in een droom uit naar Nazaret in Galilea (Matteüs 2:19-23).

### Overige kinderen
In het Evangelie volgens Marcus is op verschillende plaatsen sprake van broers van Jezus. Marcus noemt vier broers bij name: Jakobus, Joses, Simon en Judas (Marcus 6:3). Volgens de traditie van de Rooms-Katholieke Kerk moet "broers en zussen van Jezus" niet letterlijk worden genomen. De katholieke Kerk heeft het dogma aanvaard dat Maria altijd maagd is gebleven en interpreteert het woord "broer" (Grieks: adelphos) als "neef" of "verwante".
Zie verderop: Marcus 15:40. Jacobus de Jongere en Joseph worden in 6:3 genoemd als "broeders" van Jezus. Daar hun moeder Maria door de Evangelisten duidelijk onderscheiden wordt van de moeder des Heren, waren ze blijkbaar geen eigenlijke broers van Jezus, maar vermoedelijk zijn neven. Vergelijk ook hierna vers 47: "Maria (de moeder) van Joseph; 16:1: "Maria van Jacobus": ook Johannes 19:25.

### Relatie tot Jezus
In het verslag over Jezus' prediking wordt Maria nog enkele malen genoemd. Enkele evangelieteksten wekken de indruk dat de verstandhouding tussen Maria en Jezus slecht was. Matteüs en Lucas schreven dat Jezus' moeder en broers hem dringend te spreken vroegen op een moment dat hij zich met anderen onderhield. Jezus weigerde dit en zei dat zijn leerlingen zijn echte moeder en broers waren (Matteüs 12:46-50; Lucas 8:19-23). Marcus schreef zelfs dat Jezus' moeder en broers hem desnoods onder dwang mee wilden nemen, "want volgens hen had hij zijn verstand verloren" (Marcus 3:21,31-35) Johannes vermeldde dat zijn broers toen nog niet in Jezus geloofden; over Maria wordt daarbij niets gezegd (Johannes 7:3-5).

### Bij Jezus' dood en erna
Volgens Johannes was Maria bij de kruisiging van Jezus aanwezig, samen met Johannes zelf, die door Jezus aan het kruis werd aangewezen als zoon van Maria. Toen Jezus haar zag staan naast "de leerling van wie hij veel hield", verklaarde hij hen moeder en zoon. "Vanaf dat moment nam deze leerling Maria in huis" (Johannes 19:25-27). Na Jezus' dood bleef Maria kijken in welk graf hij werd gelegd (Marcus 15:47) en kocht zij met anderen geurige olie om het lichaam te balsemen (Marcus 16:1). De laatste vermelding van Maria zegt dat zij zich in de periode na Jezus' dood, samen met de apostelen en haar zoons, vurig wijdde aan gebed (Handelingen 1:14).

## Latere tradities over Maria
Maria werd volgens een algemeen geaccepteerde traditie in het christendom geboren uit Joachim en Anna. Volgens de Katholieke Kerk is Maria vanaf haar conceptie gevrijwaard voor de erfzonde, dat wil zeggen dat ze onbevlekt ontvangen was. Ook geloven de Katholieke en de Orthodoxe Kerken dat Maria nooit een zonde heeft bedreven. Ze beroepen zich daarbij op Lucas 1:28, waar de engel Gabriël haar aanspreekt met: "Wees gegroet, vol van genade."
Over haar jonge leven is er een traditie die stelt dat ze dienstdeed in de tempel. Over haar verdere leven zijn verschillende verhalen in omloop. Volgens de (rooms-katholieke) traditie moet Maria ergens tussen 36 en 50 n.Chr. zijn overleden in Jeruzalem of Efeze (in het Huis van de maagd Maria). Hierbij zouden alle apostelen aanwezig zijn geweest behalve Tomas. Toen deze arriveerde was Maria's lichaam al begraven en om haar toch eer te bewijzen bezocht Tomas in zijn eentje haar graf. Tomas zou toen de tenhemelopneming van Maria hebben gezien. Daarbij zou hij van Maria haar gordel hebben gekregen. De overige apostelen geloofden dit niet totdat hij hun de gordel toonde en het lege graf.

## Altijd maagd
Haar huwelijk met Jozef wordt als 'Jozefshuwelijk' nog altijd als terminologie gebruikt voor een geestelijke, niet-seksuele huwelijksgemeenschap. Het vroege geloof van de Oude Kerk en de kerkvaders, dat God de vrouw waaruit zijn zoon geboren werd zeker maagdelijk gehouden heeft, werd later steeds meer uitgewerkt. Het geloof dat Maria voor, tijdens en na de geboorte van Christus haar maagdelijkheid behield, wordt tegenwoordig nog doorgegeven door de katholieke en de orthodoxe Kerk. In de Rooms-Katholieke Kerk wordt Maria om die reden vaak aangeduid als "gezegende maagd Maria" (Latijn: Beata Virgo Maria of Beata Maria Virgine) of "Maria altijd maagd" (Latijn: Maria Semper Virgo). De afkortingen B.V.M., B.M.V. of M.S.V. zijn terug te vinden in de namen van veel rooms-katholieke congregaties en andere religieuze instellingen, alsmede op beelden en gebouwen die gewijd zijn aan Maria.
De altijddurende maagdelijkheid van Maria werd ook nog door Maarten Luther en Johannes Calvijn aangehangen, maar tegenwoordig nemen veel protestantse christenen aan dat Maria en Jozef samen later ook andere kinderen hebben gehad. Men beroept zich daarbij op meerdere teksten uit het Nieuwe Testament waar over de "moeder en broers" van Jezus gesproken wordt. Het oudste Griekse handschrift spreekt van 'adelphói', waar de Nederlandse vertaling (Matteüs 13:55) spreekt van 'broeders van Jezus'. Hiëronymus stelde, dat in de Aramese wereld neven en achterneven vaak broer (Grieks: 'adelphoi') werden genoemd. Hij geeft daarvoor als argument dat in Genesis neef Lot een ach, een broer van Abraham wordt genoemd.

## Volksdevotie
Zeer prominent is Maria aanwezig in de katholieke en orthodoxe volksdevotie waarin de Mariaverering een dominante plaats inneemt. Volgens de officiële kerkelijke leer kan Maria nooit de plaats van Jezus als Verlosser van de zonde vervangen en verwijst zij altijd naar Jezus als de werkelijke Middelaar tussen de mens en God. In de volksdevotie is de praktijk meestal dat Maria als 'toegankelijker' beschouwd wordt dan Jezus en meer aangeroepen wordt, zij het dan als 'voorspreekster'. Vele gelovigen bidden tot Maria om haar te vragen om voorspraak. Dat wil zeggen dat men vraagt of Maria voor hen wil bidden.
Geliefde gebeden zijn het Weesgegroet en de rozenkrans. Ook bestaan er speciale gebeden, zogenoemde litanieën, die bestaan uit het uitspreken van Mariatitels met steeds de smeekbede "bid voor ons" daaraan gekoppeld. Een ander aspect van de Mariadevotie is het dragen van een Mariamedaille of scapulier, in het bijzonder de Wonderdadige medaille en het scapulier van Onze Lieve Vrouw van de berg Karmel.

### Mariaheiligdommen
In de wereld zijn veel plaatsen waar uitdrukking wordt gegeven aan deze Mariadevotie. Een kenmerk van veel Mariaheiligdommen is de verering van Maria onder een bepaalde titel of epitheton. Zo is er bijvoorbeeld de verering van de Zoete Moeder in 's-Hertogenbosch en van de Sterre der Zee in Maastricht, de twee meest bezochte Mariaheiligdommen in Nederland. In België zijn dat onder andere Onze Lieve Vrouw Oorzaak onzer Blijdschap in Tongeren, Onze-Lieve-Vrouw van Kortenbos en Onze-Lieve-Vrouw van Goede Bijstand te Péruwelz. In veel katholieke kerken is een kopie van de icoon van Onze Lieve Vrouw van Altijddurende Bijstand te vinden, waarbij vaak een speciaal gebed wordt gebeden om de hulp van Maria af te smeken.
Populair bij Mariavereerders zijn de plaatsen waar verschijningen van Maria zouden hebben plaatsgevonden. De bekendste daarvan zijn waarschijnlijk Montserrat bij Barcelona (880), Guadalupe in Mexico-Stad (verschijning in 1531), Lourdes in Frankrijk (1858) en Fátima in Portugal (1917). In België genieten Beauraing (1932-'33) en Banneux (1933) grote bekendheid. Het Duitse Kevelaer (1642) trekt veel Nederlandse pelgrims.
In zowel katholieke als orthodoxe landen zijn talrijke Mariaheiligdommen te vinden, maar ook in Nederland hebben enkele 'genadeoorden' (bedevaartplaatsen) uit de middeleeuwen de reformatie overleefd (of hebben een heropleving gekend in de 19e eeuw.) De meeste van deze heiligdommen liggen in Limburg, Noord-Brabant en het zuiden van Gelderland, waar het merendeel van de bevolking van oudsher katholiek is gebleven. Toch bestaan ook in het protestantse noorden nog verschillende Mariadevoties, onder andere Onze Lieve Vrouwe ter Nood in Heiloo, Onze-Lieve-Vrouwe van Sevenwouden te Bolsward en Onze Lieve Vrouwe van Leeuwarden te Leeuwarden. Ook ontstaan er nog steeds weer nieuwe Mariabedevaartplaatsen, ook in Nederland. Zo vermeldt de databank van Nederlandse bedevaartplaatsen van het Meertens Instituut onder andere het ontstaan van de devotie tot Onze Lieve Vrouwe van Tilligte in 2002 en die tot de Bedroefde Moeder van Warfhuizen in 2003. In Amsterdam is er de kapel van Maria als 'Vrouwe van alle Volkeren', die is opgericht na een groot aantal - inmiddels door de plaatselijke bisschop als authentiek erkende - verschijningen van Maria aan de Amsterdamse Ida Peerdeman in de periode 1945-1959.

### Mariakapelletjes in de Nederlanden
Vooral in Vlaanderen en in de van oudsher katholieke Nederlandse provincies Limburg en Noord-Brabant en in de katholieke streken Twente en De Liemers kan men op veel plaatsen, vaak in oude stads- en dorpskernen maar ook verspreid over het platteland, kleine Mariakapelletjes aantreffen die door de plaatselijke bevolking worden bezocht om een kaarsje op te steken en voor een moment van bezinning. Deze bevinden zich in Vlaanderen zeer vaak onder of bij een oude boom, op de plaatsen waar ooit in voorchristelijke tijden een boomheiligdom was. Ook in Nederland zijn veel dergelijke oorsprongen aangetoond. In het Noord-Brabantse St. Willebrord (soms aangeduid als filiaal-bedevaartplaats van Lourdes) bevindt zich een Lourdesgrot. Gebouwd naar het voorbeeld in Lourdes met ingemetseld een stuk rots uit Lourdes. In Scheveningen bevindt zich de Lourdeskapel, met een nagebouwde Lourdesgrot achter het altaar.

### Bevorderaars van de Mariadevotie
Verschillende theologen, pausen, bisschoppen, stichters van orden en congregaties, priesters, religieuzen en leken hebben de navolging en verering van Maria bevorderd. Een voorbeeld is de Franse priester en ordestichter Louis-Marie Grignion de Montfort, die zich haar servus, dienaar noemde. De stichteres van de Focolarebeweging Chiara Lubich stimuleerde mensen om net als Maria een moeder voor de medemensen te zijn en zo mee te helpen om Jezus in de wereld te brengen. Enkele pausen die de Mariadevotie zeer hebben bevorderd zijn Pius IX (dogma van de onbevlekte ontvangenis), Leo XIII (bevorderaar rozenkransdevotie), Pius XII (dogma van de tenhemelopneming), Paulus VI (Mariamaanden mei en oktober) en Johannes Paulus II. Laatstgenoemde had als wapenspreuk totus tuus, geheel de uwe, daarmee op Maria doelend. Deze paus legde zijn lot en dat van de wereld in de handen van Maria. Hij geloofde dat zij hem beschermd had bij de aanslag op zijn leven op 13 mei 1981, een gebeurtenis die hij in verband bracht met de voorspellingen gedaan bij de verschijningen van Onze-Lieve-Vrouw van Fátima. In Nederland was de Roermondse bisschop Lemmens een groot Mariavereerder. Bekend zijn de Mariabedevaarten die hij in de jaren 1950 leidde langs alle Limburgse parochies, waarbij het beeld van de Onze-Lieve-Vrouw, Sterre der Zee (of een kopie ervan) in triomf werd meegevoerd. De conservatieve bisschop Gijsen trachtte in de jaren 1970 en 80 de Mariadevotie in Limburg nieuw leven in te blazen, maar vanwege de voortgeschreden ontkerkelijking vonden zijn pogingen weinig weerklank.

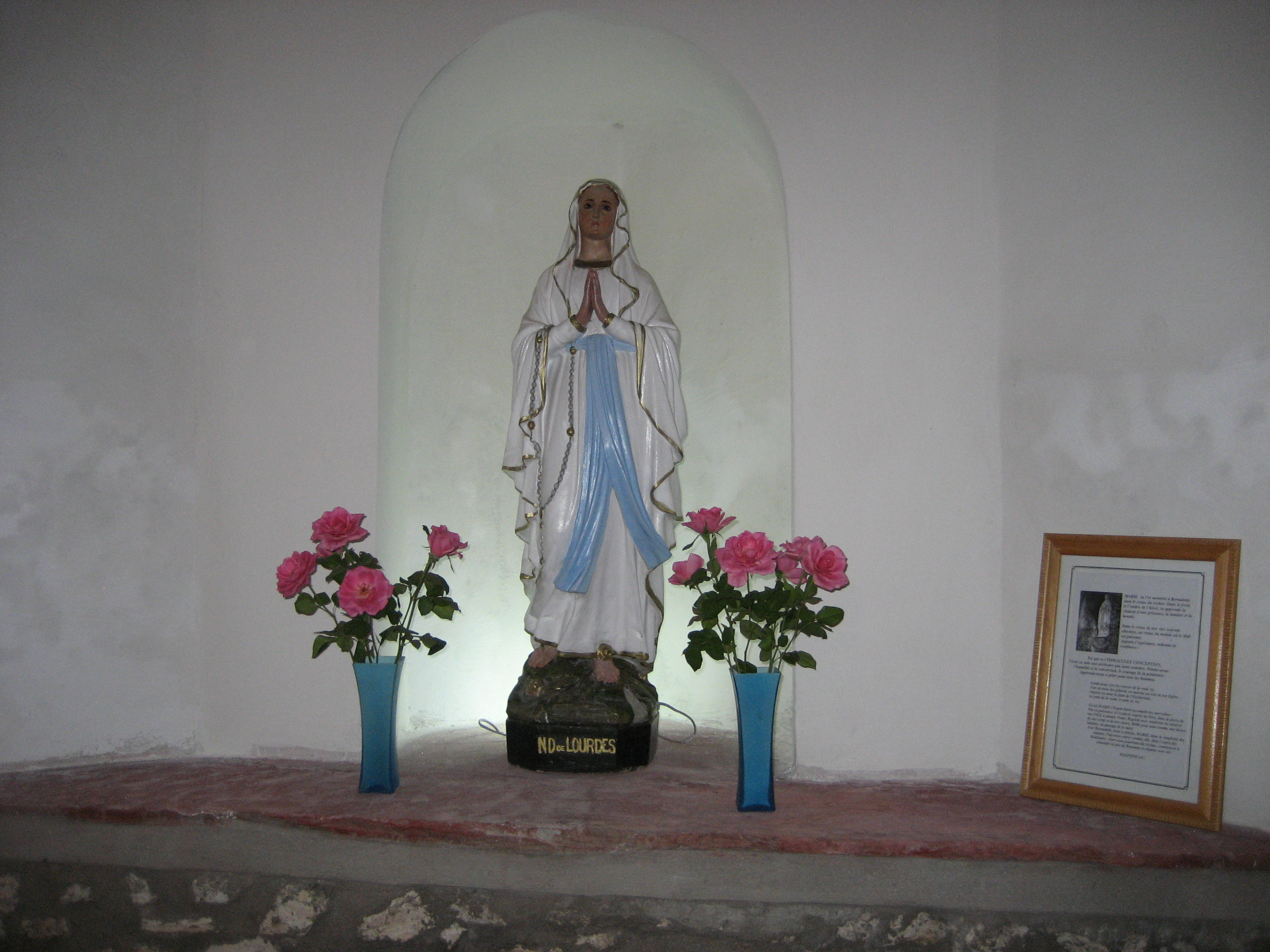
Mariabeeld in de Maria-Tenhemelopnemingskerk in Essaouira (Marokko)

## Mariafeesten
Binnen de rooms-katholieke liturgie bekleedt Maria een belangrijke positie qua gedachtenisfeesten, maar de eigenlijke gebeden en het Offer tijdens de Heilige Eucharistie blijven tot God de Vader gericht, met het smeken tot Jezus Christus. Toch wordt herhaaldelijk aan haar gebed voor de Kerk gerefereerd.
De voornaamste Mariafeesten zijn:
| datum                        | feestdag                               | soort                  |
| ---------------------------- | -------------------------------------- | ---------------------- |
| 1 januari                    | Maria Moeder van God                   | hoogfeest              |
| 2 februari                   | Maria Lichtmis                         | feest                  |
| 25 maart                     | Maria Boodschap                        | hoogfeest              |
| maandag na Pinksteren        | Maria, Moeder van de Kerk              | verplichte gedachtenis |
| 31 mei                       | Maria-Visitatie                        | feest                  |
| derde zaterdag na Pinksteren | Onbevlekt Hart van Maria               | verplichte gedachtenis |
| 15 augustus                  | Maria-Tenhemelopneming                 | hoogfeest              |
| 22 augustus                  | Maria Koningin                         | verplichte gedachtenis |
| 8 september                  | Maria Geboorte                         | feest                  |
| 15 september                 | Onze-Lieve-Vrouw van Smarten           | verplichte gedachtenis |
| 7 oktober                    | Heilige Maagd Maria van de Rozenkrans  | verplichte gedachtenis |
| 21 november                  | Opdracht van Maria in de tempel        | verplichte gedachtenis |
| 8 december                   | Maria Onbevlekt ontvangen              | hoogfeest              |
|                              | Vrije Gedachtenis                      |                        |
| 11 februari                  | Onze Lieve Vrouw van Lourdes           |                        |
| 24 mei                       | Maria Hulp der Christenen              |                        |
| 16 juli                      | Heilige Maagd Maria van de berg Karmel |                        |
| 31 augustus                  | Maria Middelares                       |                        |
| 12 september                 | De naam van de Heilige Maagd Maria     |                        |
| 12 december                  | Onze-Lieve-Vrouw van Guadalupe         |                        |

Maria wordt ook bijzonder herdacht in de maanden mei (Mariamaand) en oktober (rozenkransmaand), evenals in Mariajaren.

## Maria in het jodendom
Het jodendom ontkent dat God mens geworden is en dus dat Jezus, de zoon van Maria, God én mens is. Het jodendom hecht dan ook geen belang aan Maria.
Sommigen zien echter in het joodse geschrift Talmoed parallellen tussen Maria en een vrouw uit de Talmoed met de naam Miriam. Ook deze Miriam was een met een timmerman gehuwde joodse vrouw. De Talmoed vertelt hoe deze Mirjam een kind met de naam Yeshu had van een Griekse of Romeinse soldaat.
Sommige mensen zien in de Yeshu uit dit verhaal overeenkomsten met de christelijke Jezus en in de Miriam uit dit verhaal overeenkomsten met de christelijke Maria.
Veel joodse geleerden die dit bestudeerd hebben, ontkennen dat Yeshu en Jezus dezelfde persoon kunnen zijn.
Er zijn ook studies over de Talmoed die weerleggen dat daarin als Yeshu of Miriam of onder een andere naam over Maria en Jezus wordt verteld. De "minimalisten" zoals Jacob Z. Lauterbach zien weinig verwijzingen, de maximalisten zoals R. Travers Herford herkennen Maria en Jozef in de beschrijvingen in de Talmoed.

## Maria in de beeldende kunst

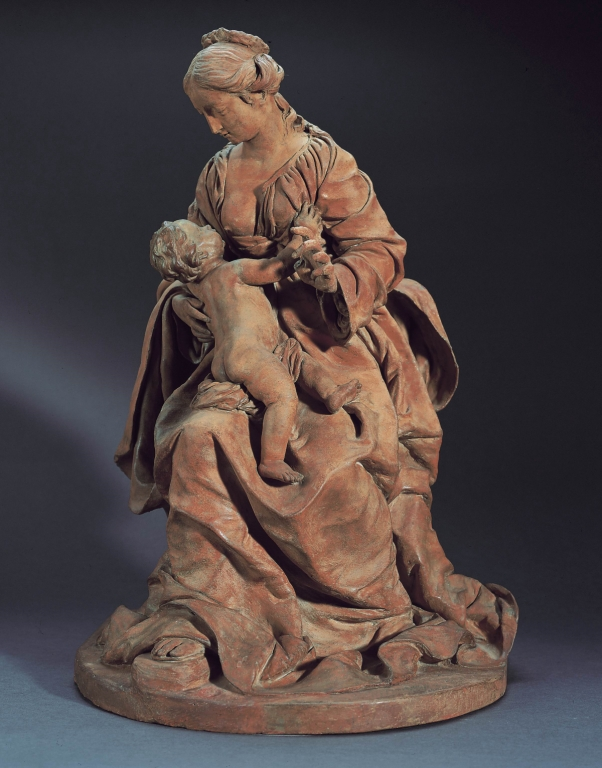
Joannes Cardon, Maria zittend met haar kind op haar schoot. (collectie Koning Boudewijnstichting)
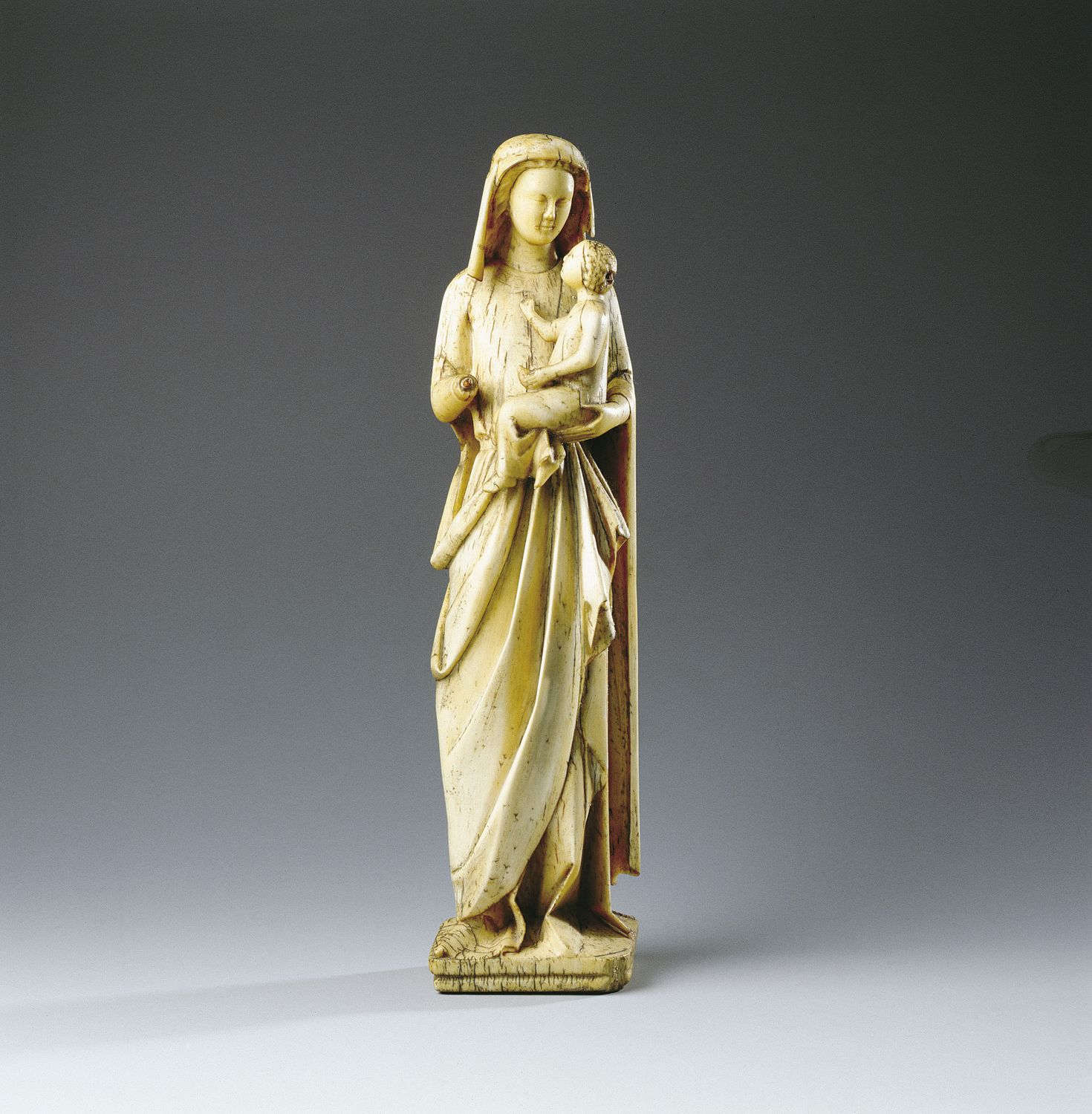
Anoniem (Franse School?), Maria met Kind (ca. 1240) - onderdeel van de schat van Oignies - Coll. Koning Boudewijnstichting
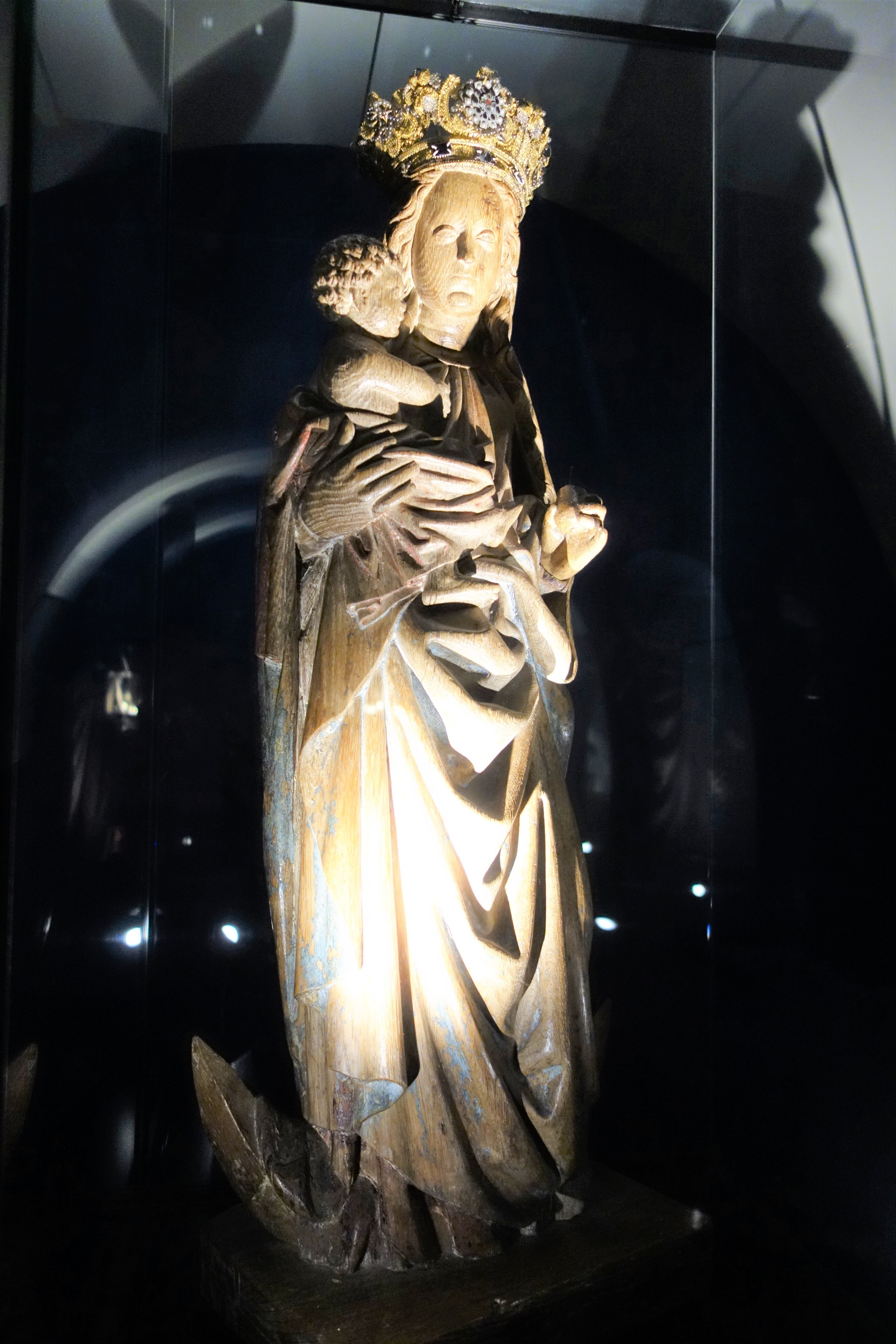
De staande Maria van Hoorn in het Westfries Museum, een van de oudste voorbeelden van een Maria in sole
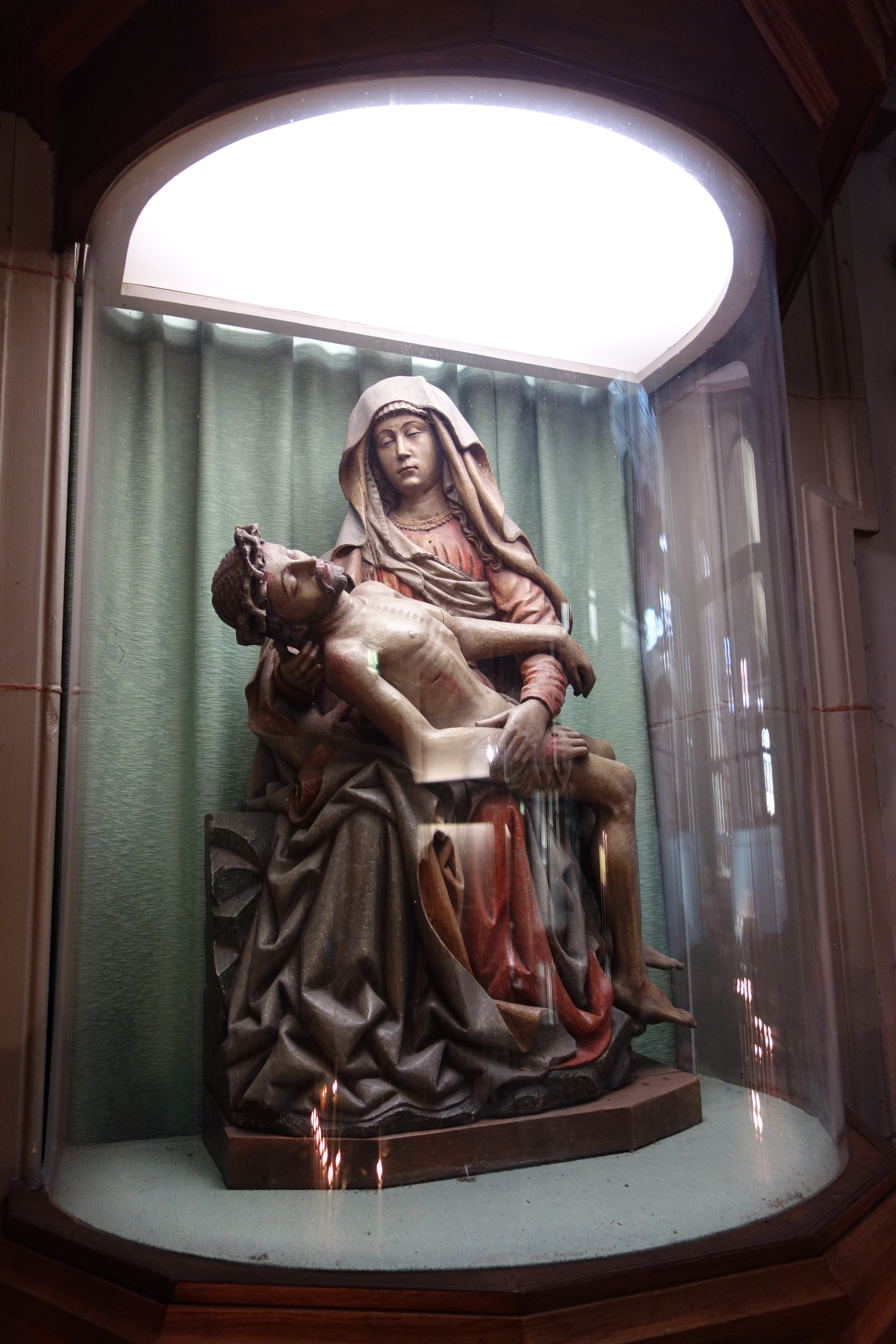
Tweede beeld met de naam Maria van Hoorn. Deze piëta (in de Koepelkerk) is aangewezen als beschermd cultuurgoed in de zin van de Wet Behoud Cultuurbezit.
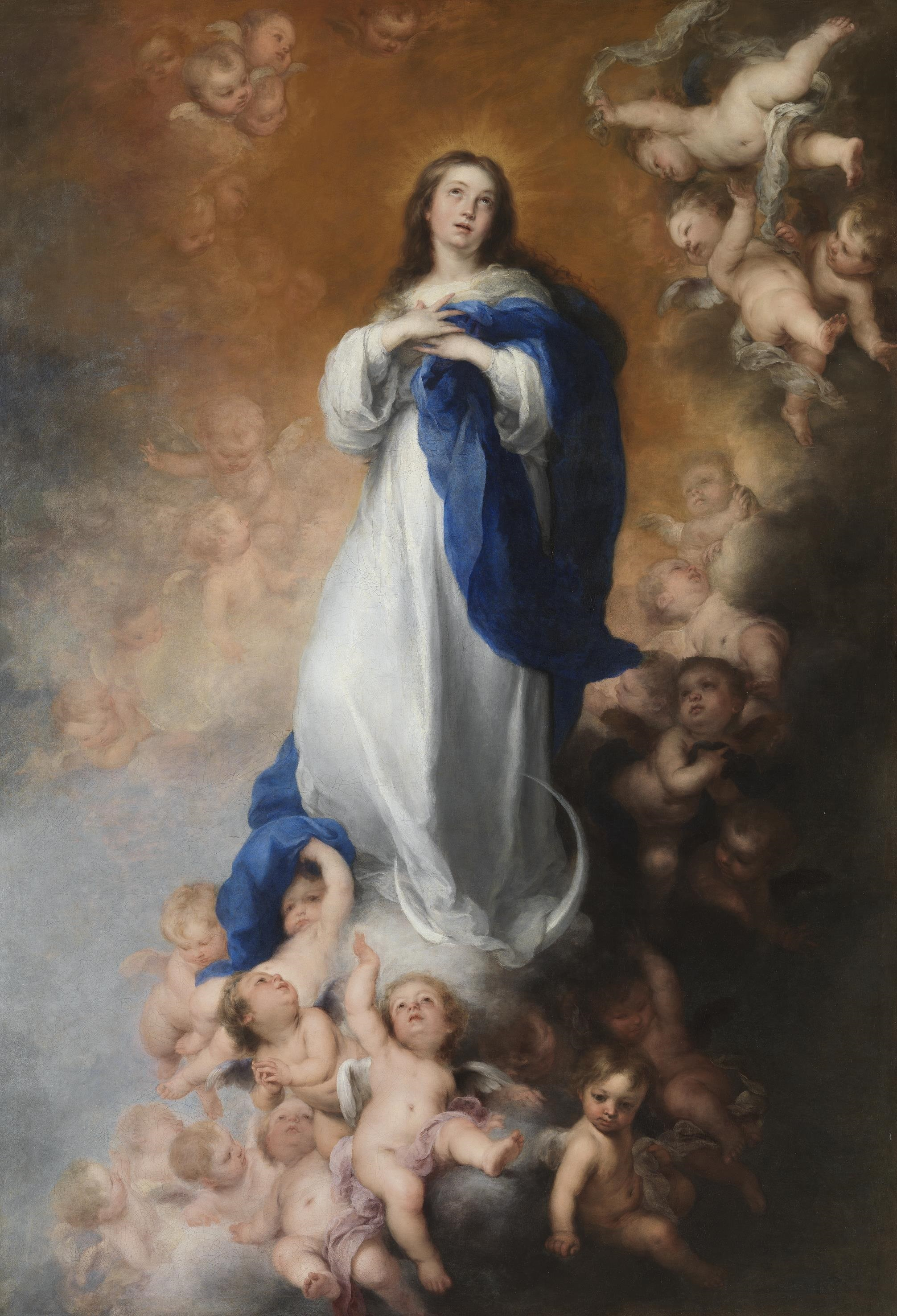
De onbevlekt ontvangene, 1678, Murillo, Olieverf op doek, Museo del Prado, Madrid
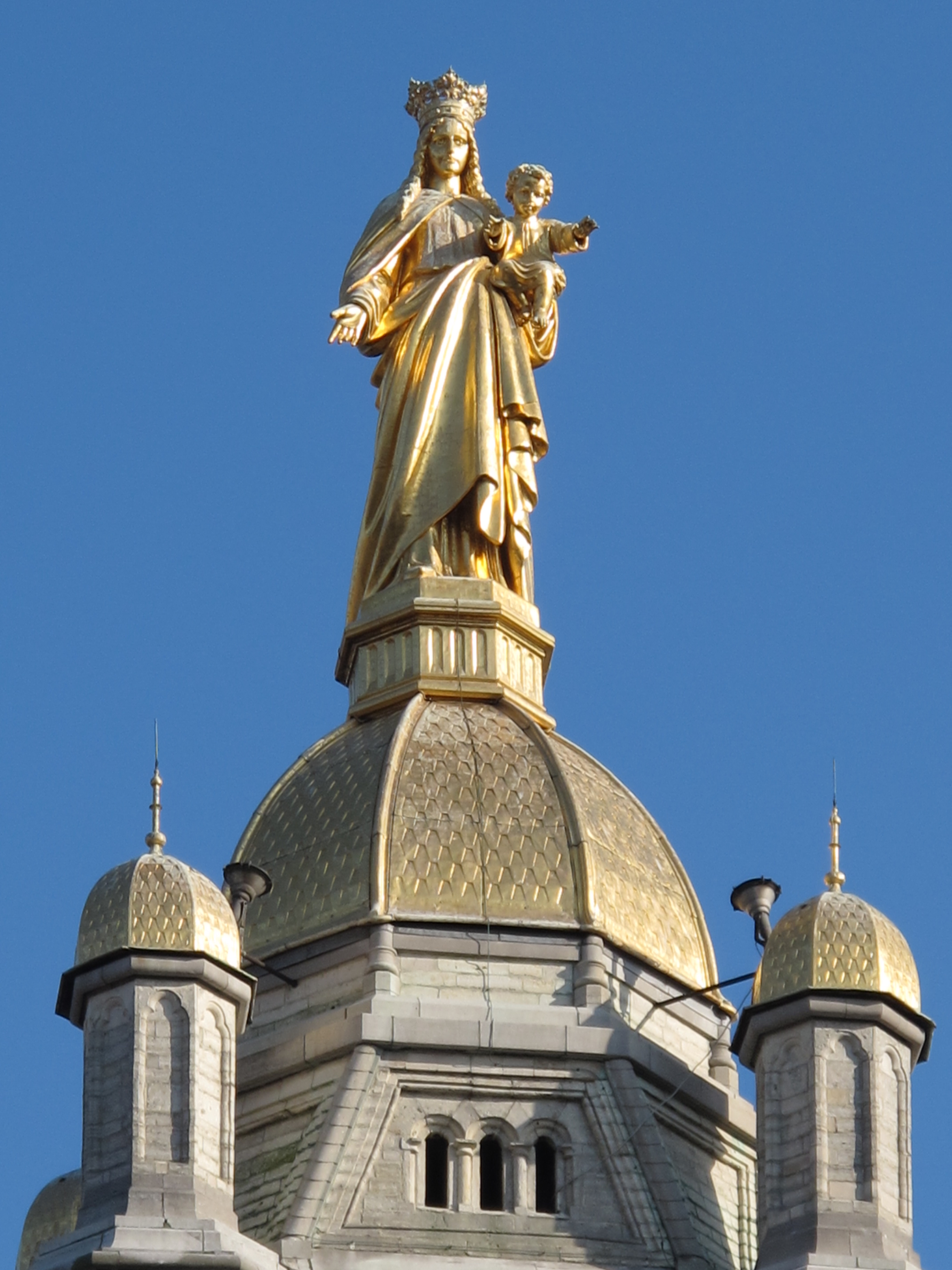
Het zes meter hoge Mariabeeld op de Onze-Lieve-Vrouwetoren, Sint-Niklaas
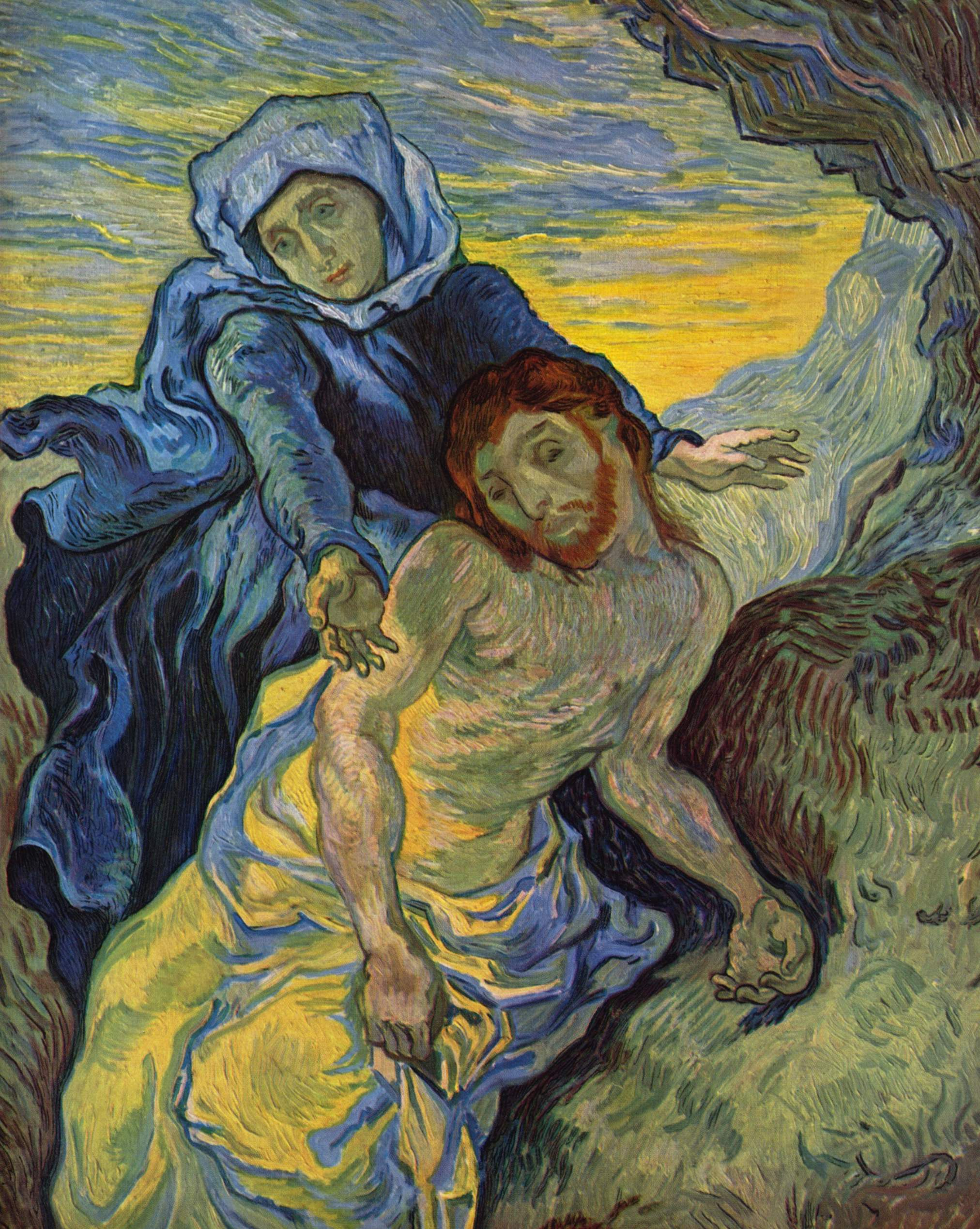
Piëta, Vincent van Gogh
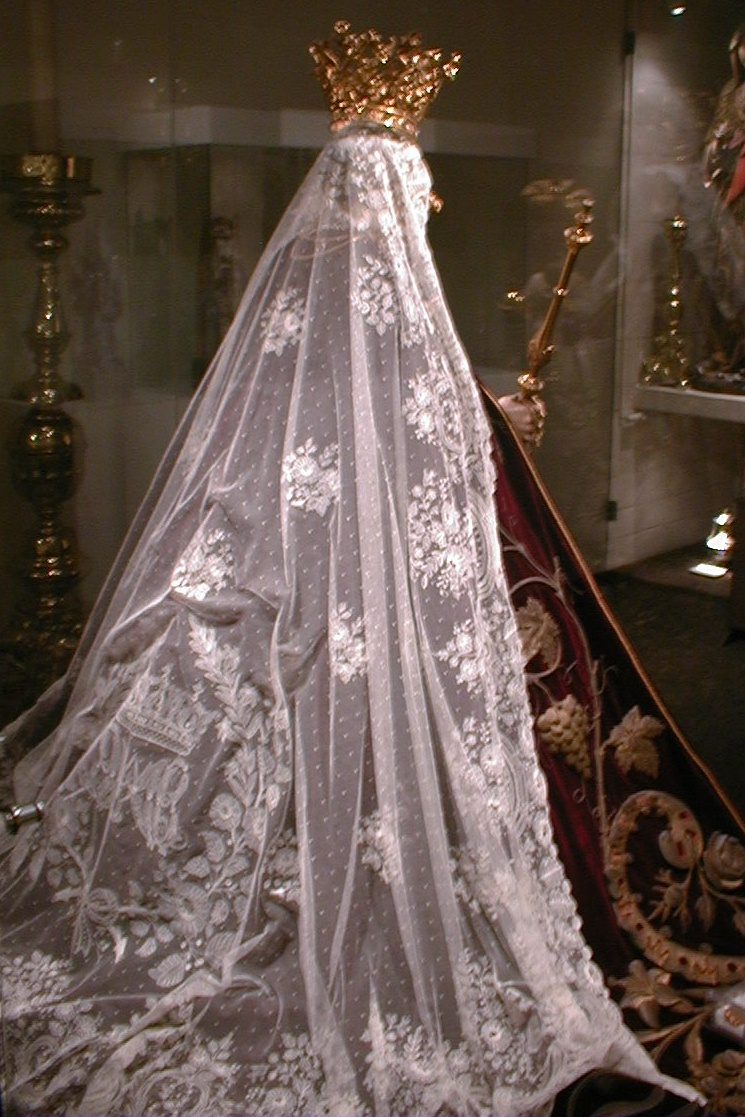
Maria-beeld met een witte sluier van kant, als symbool voor kuisheid
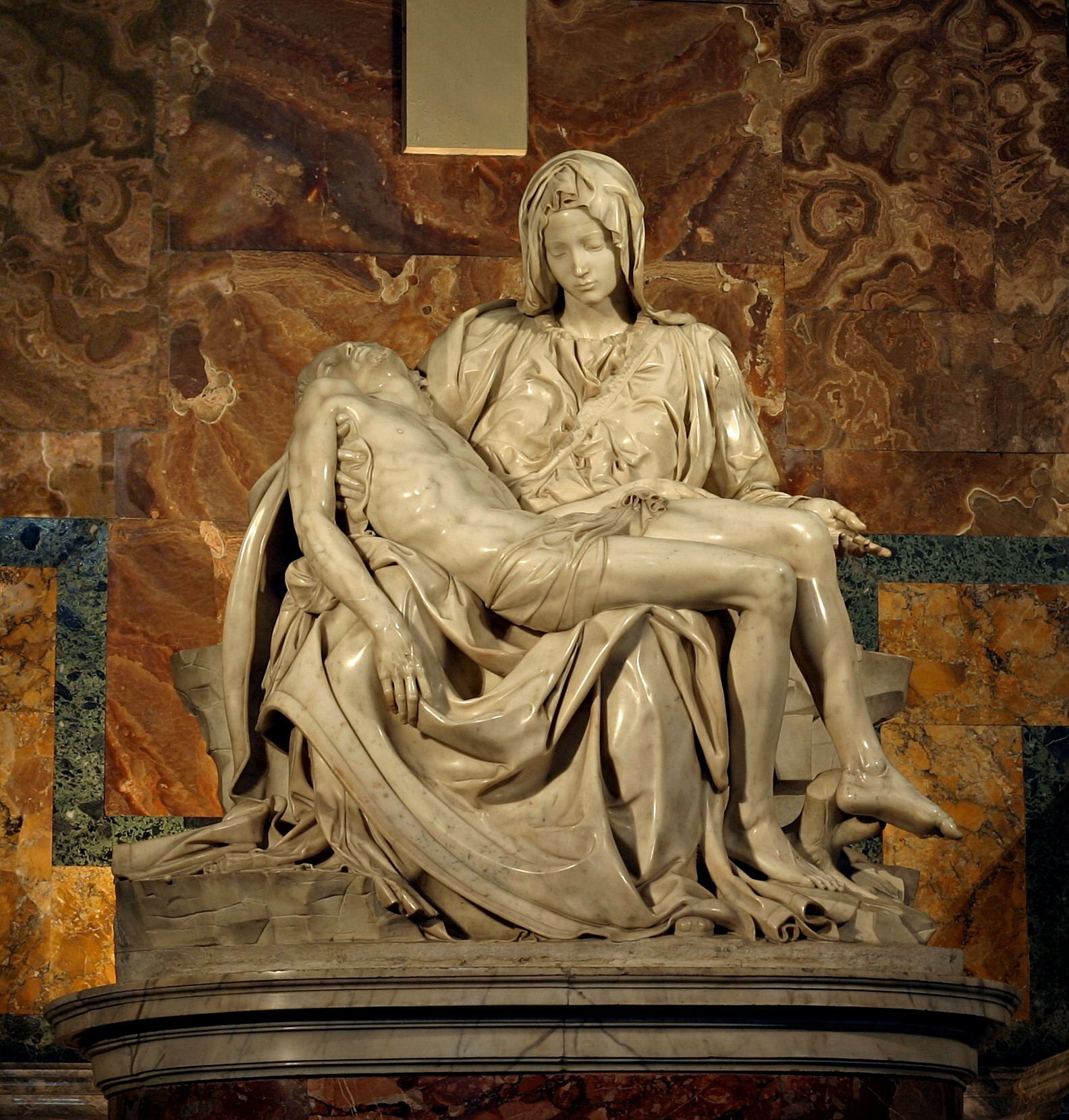
Michelangelo Buonarotti, Pietà, 1499, Sint Pieter, Rome
Maria met kind op maansikkel, rond 1500, Catharijneconvent, Utrecht